# ニトロコッカス属
ニトロコッカス属はグラム陰性の非芽胞形成好気性球菌。極鞭毛を持ち運動性のある種がある。エクトチオロドスピラ科に属し、2015年現在は基準種のニトロコッカス・モビリスのみが知られている。属名は窒素の球菌を意味する。GC比は約60。
海水中に生息し、好塩性で化学合成独立栄養の硝酸菌の一属。かつては他の硝酸菌と同様にニトロバクター属とされていたが、16S rRNA系統解析により移された。